# NGC 7810
NGC 7810 é uma galáxia lenticular (S0) localizada na direcção da constelação de Pegasus. Possui uma declinação de +12° 58' 18" e uma ascensão recta de 0 horas, 02 minutos e 19,1 segundos.
A galáxia NGC 7810 foi descoberta em 17 de Novembro de 1784 por William Herschel.